# Estació Naval de Norfolk

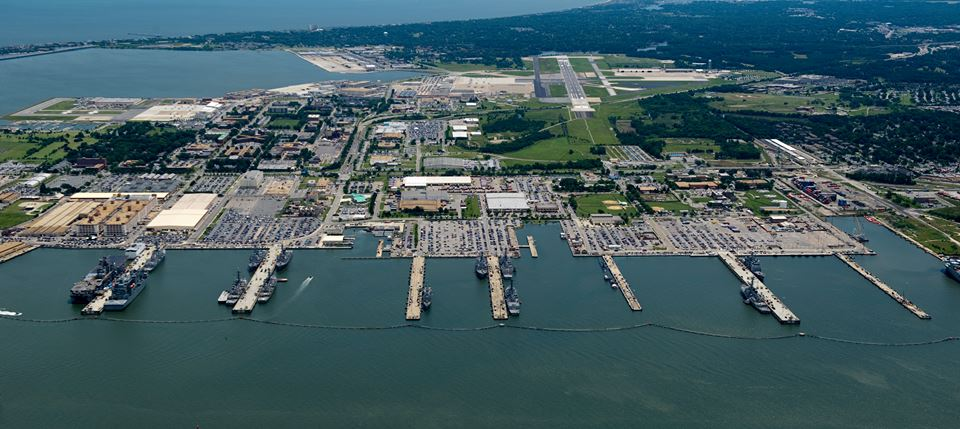
Naval Station Norfolk

L'Estació naval de Norfolk (codi IATA: NGU, codi OACI: KNGU, FAA LID: NGU), a Norfolk, Virginia, és una base aeronaval de l'Armada dels Estats Units, el suport a les forces navals de la flota nord-americana que operen en l'oceà Atlàntic, el mar Mediterrani i l'oceà Índic. Ocupa prop de 6 km d'espai enfront del mar i 11 km de molls i ports a la península de Hampton Roads, coneguda com a Sewell's Point.
És l'estació naval més gran del món, amb 75 bucs i 134 avions i 14 molls i 11 hangars, conté la major concentració de forces de l'Armada nord-americana. El port controla els moviments de més de 3100 bucs a l'any entre els vaixells que arriben i surten d'aquest.
Es duen a terme més de 100 000 operacions de vol a l'any, una mitjana de 275 vols al dia, o un cada sis minuts. Més de 150 000 passatgers i 264 000 tones de càrrega i correu surten anualment en aeronaus del Comando de Mobilitat aèria (AMC) i altres vols noliejats per l'AMC de la terminal de l'aeròdrom

## Bucs amb base a Norfolk (a juny de 2013)

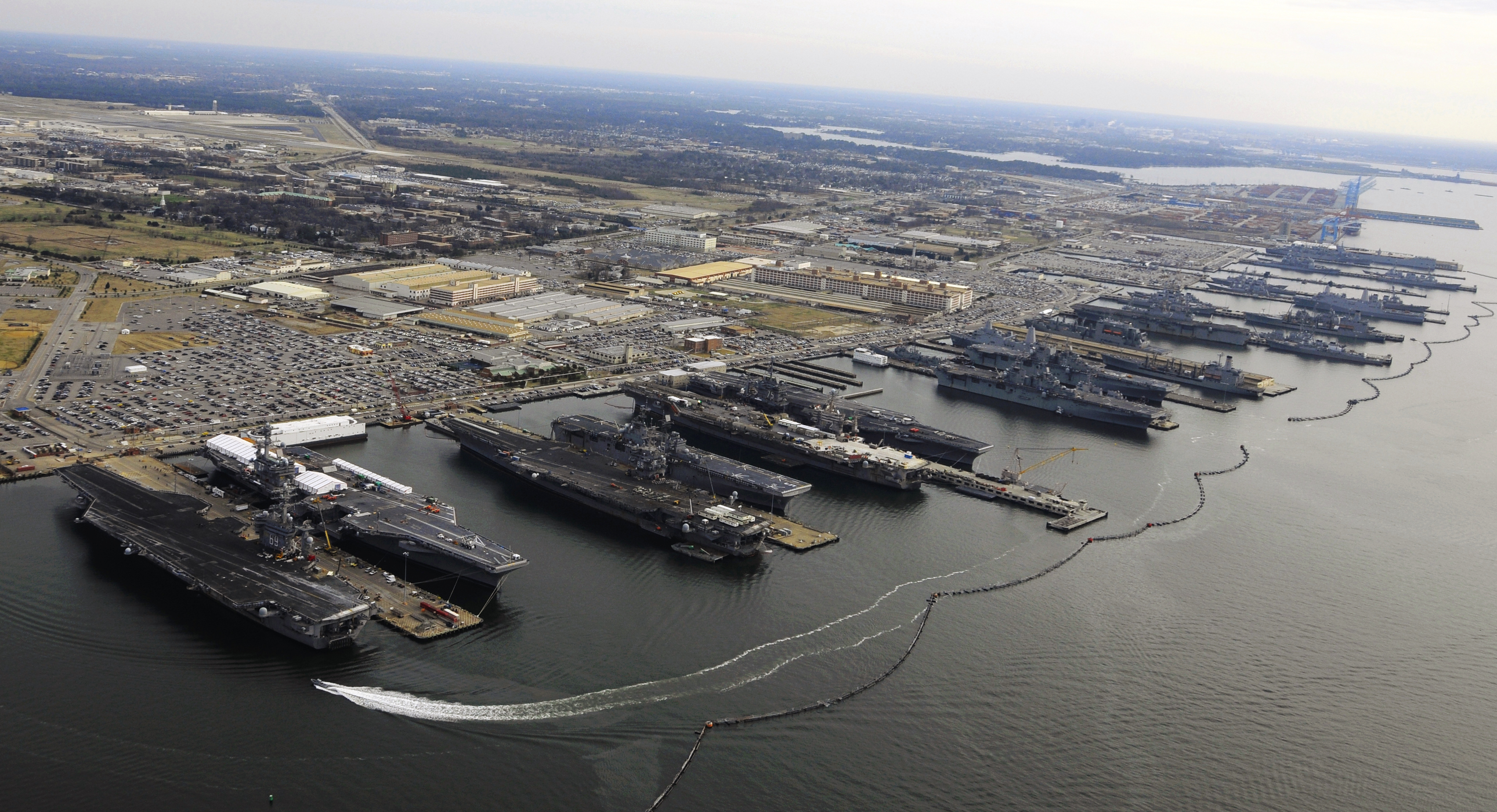
9 portaavions en Norfolk el 20 de desembre de 2012:
D'esquerra a dreta:
- portaavions USS Dwight D. Eisenhower (CVN-69)
- portaavions USS George H. W. Bush (CVN-77)
- portaavions USS Enterprise (CVN-65)
- buc d'assalt amfibi USS Bataan (LHD-5)
- portaavions USS Abraham Lincoln (CVN-72)
- portaavions USS Harry S. Truman (CVN-75)
- buc d'assalt amfibi USS Wasp (LHD-1)
- buc d'assalt amfibi USS Kearsarge (LHD-3)
- buc d'assalt amfibi USS New York (LPD 21)
- buc d'assalt amfibi USS Iwo Jima (LHD-7)
i diversos creuers, destructors, fragates i submarins de la flota de l'Atlàntic.

### Portaavions (6)
- USS Enterprise (CVN-65)
- USS Dwight D. Eisenhower (CVN-69)
- USS Theodore Roosevelt (CVN-71)
- USS Abraham Lincoln (CVN-72)
- USS Harry S. Truman (CVN-75)
- USS George H. W. Bush (CVN-77)

### Creuers (5)
- USS Leyte Gulf (CG-55)
- USS Sant Jacinto (CG-56)
- USS Normandy (CG-60)
- USS Anzio (CG-68)
- USS Vella Gulf (CG-72)

### Destructors de míssils guiats (24)
- USS Arleigh Burke (DDG-51)
- USS Barry (DDG-52)
- USS Stout (DDG-55)
- USS Mitscher (DDG-57)
- USS Laboon (DDG-58)
- USS Ramage (DDG-61)
- USS Gonzalez (DDG-66)
- USS Col·le (DDG-67)
- USS Ross (DDG-71)
- USS Mahan (DDG-72)
- USS McFaul (DDG-74)
- USS Donald Cook (DDG-75)
- USS Porter (DDG-78)
- USS Oscar Austin (DDG-79)
- USS Winston S. Churchill (DDG-81)
- USS Bulkeley (DDG-84)
- USS Mason (DDG-87)
- USS Nitze (DDG-94)
- USS James I. Williams (DDG-95)
- USS Bainbridge (DDG-96)
- USS Forrest Sherman (DDG-98)
- USS Truxtun (DDG-103)
- USS Gravely (DDG-107)
- USS Jason Dunham (DDG-109)

### Fragates (3)
- USS Nicholas (FFG-47)
- USS Elrod (FFG-55)
- USS Kauffman (FFG-59)

### Bucs d'assalt amfibi (9)
- USS Wasp (LHD-1)
- USS Kearsarge (LHD-3)
- USS Bataan (LHD-5)
- USS Iwo Jima (LHD-7)

- USS Ponce (LPD-15)
- USS Sant Antonio (LPD-17)
- USS Mesa Verd (LPD-19)
- USS New York (LPD-21)
- USS Arlington (LPD-24)

### Submarins (6)
- USS Norfolk (SSN-714)
- USS Newport News (SSN-750)
- USS Albany (SSN-753)
- USS Scranton (SSN-756)
- USS Boise (SSN-764)
- USS Montpelier (SSN-765)